# 찰스 로버트 나이트
찰스 로버트 나이트(Charles Robert Knight, 1874년 10월 21일 ~ 1953년 4월 15일)는 공룡을 비롯한 영향력 있는 선사 동물 그림으로 잘 알려진 미국의 화가이다. 나이트의 작품들은 많은 책들과 미국의 많은 박물관에 널리 실리며 전시되고 있다.